# Lithocarpus obscurus
Lithocarpus obscurus är en bokväxtart som beskrevs av Cheng Chiu Huang och Yong Tian Chang. Lithocarpus obscurus ingår i släktet Lithocarpus och familjen bokväxter. Inga underarter finns listade.